# 메리 워드 (과학자)

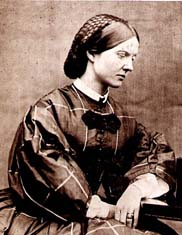

메리 워드(Mary Ward 1827년 4월 27일 ~ 1869년 8월 31일)는 아일랜드의 자연주의자, 천문학자, 현미경 전문가, 작가 및 화가였다. 또한 최초의 자동차 사망사고 피해자로도 잘 알려져 있다. 파슨스타운에서 그녀의 사촌 오빠가 만든 실험용 증기자동차의 바퀴에 깔려 사망했다.

## 어린시절
메리 워드는 1827년 4월 27일 아일랜드 오펄리의 귀족집안에서 태어났다. 메리와 그녀의 자매들은 당시 대부분의 여성들과 마찬가지로 가정에서 교육을 받았다. 그러나 그녀의 집안은 유명한 과학 집안 이었고, 가족과 친척들, 드나드는 손님들도 대부분 과학자였다. 때문에 그녀의 교육수준은 당대 여성들의 교육수준 보다 높았다.
10대 때 그녀의 사촌 오빠인 윌리엄 파슨스가 제작한 '파슨스타운의 레비아탄'이라 불리던 72인치 구경 반사망원경의 구조를 그리기도 했다. 이 스케치는 후에 망원경 복원을 위해 사용되었다

## 개요
어릴 때부터 자연에 관심이 많았던 그녀는 3살 무렵부터 곤충채집을 하고 표본을 그림으로 그리는 것을 즐겼다. 왕립천문학의 공동 창립자 중 한명인 제임스 사우스는 어느 날 메리가 표본을 그리는것을 보았다. 그녀는 표본의 세밀한 부분을보기 위해 돋보기를 사용하고 있었다. 어린 그녀의 그림은 사우스에게 큰 충격을 주었고, 즉시 그녀의 아버지에게 현미경을 사주라고 설득했다. 이때 메리는 당시 아일랜드에서 가장 좋은 현미경울 선물받았다. 이것이 그녀가 평생 과학의 길을 가게 된 계기가 되었다. 그녀는 현미경 사용에 대해 찾을 수있는 모든 자료를 공부하기 시작했고, 전문가가 될 때까지 독학했다. 당시에는 유리를 구하기 어려웠기 때문에 그녀는 상아 조각으로 자신의 슬라이드를 만들고 표본을 준비했다. 물리학자 데이비드 브루스터는 그녀에게 현미경 표본을 만들어달라고 요청했고 그녀의 그림을 자신의 많은 책과 기사에 사용했다.

## 구별
19세기 사회와 대학은 대부분 여성에대한 차별이 있었기 때문에 메리는 다양한 방법으로 공부를 했다. 그녀는 과학자들에게 자주 편지를 썼으며, 그들이 출판 한 논문에 대해 질문을 하기도 했다. 1848년에 잭 파슨스는 왕립학회의 회장이되었다. 런던에 있는 파슨스의 집을 방문 하면서 메리는 많은 과학자들을 만났다.

## 결혼
1854년 12월 6일, 메리는 1881년 뱅거 자작 헨리 워드와 결혼했다. 둘사이에는 3명의 아들과 5명의 딸이 있었는데, 이중에는 6대 뱅거 자작 맥스웰 워드도 있다. 그녀의 가장 잘 알려진 후손은 리처드 도킨스와 결혼한 여배우 랄라 워드가 있다. 랄라는 닥터 후에 출연하기도 했다.

## 간행물
메리가 그녀의 첫 번째 책인 '현미경으로 본 스케치(Sketches with the microscope)'를 썼을 때, 그녀는 성별이나 학력 부족으로 인해 출판사에서 인쇄해주지 않을 것이라고 생각했다. 때문에 그녀는 250부를 비공개로 출판했고 수백 장의 광고지를 배포하여 스스로 광고했다. 책은 이후 몇 주 동안 팔렸고, 이것은 런던의 출판사가 위험을 감수하고 계약을 체결하는 계기가 되었다. 이 책은 1858년과 1880년 사이에 '현미경으로 밝혀지는 경이로운 세계(A World of Wonders Revealed by the Microscope)'라는 제목으로 8번이나 재출간되었다. 2019년 9월에 에세이와 함께 새로운 풀 컬러 에디션이 20유로에 재출간되었다.
그녀는 자신의 책 뿐만 아니라 친분이 있는 여러 과학자들의 저서에 삽화로 참여하기도 했다.

## 죽음
메리 워드는 세계 최초의 자동차 사망자였다. 그녀의 사촌인 윌리엄 파슨스의 아들들은 증기 자동차를 만들었다. 당시에는 증기력을 이용한 수송수단은 가까운 시일에 크게 발전 할 기술이라고 생각되었다. 그러나 증기 자동차는 너무 무거워서 도로에 많은 피해를 입혔다. 1865년에 적기조례에 따르면 시골의 경우 시속 4마일, 마을에서는 시속 2마일의 속도 제한을 두었다. 이것결과적으로 증기 자동차 사업을 침체시켰다. 그러나 여전히 일부 애호가들은 파슨스의 것과 같은 증기 자동차를 가지고 있었다.

## 추가 자료
- Bridget Driscoll – (아일랜드 출생, 1851 / 1852-1896) 영국에서 자동차로 인한 첫 보행자 사망
- Henry H. Bliss – (1830-1899) 미주에서 처음으로 자동차 사망

## 참고 문헌
1. ↑  Turner, Gerard L'Estrange. “Ward [née King], Mary [pseud. the Hon. Mrs Ward] (1827–1869), microscopist and author”. 《Oxford Dictionary of National Biography》. Oxford University Press. 2017년 3월 9일에 확인함.
2. ↑  “Mary Ward Illustrations Exhibition”. 《Ireland 2016》. 2017년 3월 12일에 원본 문서에서 보존된 문서. 2017년 3월 9일에 확인함.
3. 1 2 3  “Mary Ward (1827–1869)”. 《Irish Universities Promoting Science》. University Science. 2005년 4월 16일에 원본 문서에서 보존된 문서. 2017년 3월 9일에 확인함.

내용주
1. ↑  Although some sources assert Mary Rose to be the first person killed by a motor vehicle, a steam carriage fatal accident in July 1834 preceded Rose's demise. In the 1834 event, a steam carriage constructed by John Scott Russell and operating a public transport service between Glasgow and Paisley overturned, causing a boiler explosion which killed four or five passengers and injured others. Russell's carriage comprised a steam engine pulling a combined passenger and fuel tender; Mary Rose's accident may be characteriesd as the first fatality involving a vehicle in the form of a contemporary motorcar, in which the engine is mounted and passengers ride on the same frame.